# Cabot (Vermont)
Cabot es un pueblo ubicado en el condado de Washington en el estado estadounidense de Vermont. En el año 2010 tenía una población de 1,433 habitantes y una densidad poblacional de 14 personas por km².

## Geografía
Cabot se encuentra ubicado en las coordenadas 44°23′55″N 72°18′25″O / 44.39861, -72.30694.

## Demografía
Según la Oficina del Censo en 2000 los ingresos medios por hogar en la localidad eran de $43,092 y los ingresos medios por familia eran $49,205. Los hombres tenían unos ingresos medios de $31,544 frente a los $25,000 para las mujeres. La renta per cápita para la localidad era de $18,585. Alrededor del 7.5% de la población estaban por debajo del umbral de pobreza.